# ولادیمیر توروباروف
ولادیمیر توروباروف (سیریلیک صربی: Владимир Торубаров؛ زادهٔ ۲۲ مارس ۱۹۹۳) قایقران کانو اهل صربستان است.
وی در مسابقات کشوری و بین‌المللی در مجموع برندهٔ ۵ مدال نقره، ۲ مدال برنز شده‌است.